# Deutereulophus spadicicornis
Deutereulophus spadicicornis är en stekelart som först beskrevs av Girault 1915.  Deutereulophus spadicicornis ingår i släktet Deutereulophus och familjen finglanssteklar. Inga underarter finns listade i Catalogue of Life.